# Галикорт
Галикорт — покинутый аул в Шаройском районе Чеченской Республики.

## География
Расположен на левом берегу реки Шароаргун, к юго-западу от районного центра Химой.
Ближайшие населённые пункты и развалины бывших аулов: на северо-западе — бывший аул Джагалдей, на северо-востоке — бывшие аулы Эльтыаул, Цейкара и село Химой, на юго-западе — бывшие аулы Хиндушты, Джангулдой и Хиндой, на юго-востоке — бывшие аулы Бердукел и Гезика.